# العلاقات الدومينيكانية السورينامية
العلاقات الدومينيكانية السورينامية هي العلاقات الثنائية التي تجمع بين جمهورية الدومينيكان وسورينام.

## مقارنة بين البلدين
هذه مقارنة عامة ومرجعية للدولتين:
| وجه المقارنة                                              | جمهورية الدومينيكان | سورينام                        |
| --------------------------------------------------------- | ------------------- | ------------------------------ |
| المساحة (كم2)                                             | 48.67 ألف           | 163.27 ألف                     |
| عدد السكان (نسمة)                                         | 10.40 مليون         | 563.40 ألف                     |
| الكثافة السكانية (ن./كم²)                                 | 213.68              | 3.45                           |
| العاصمة                                                   | سانتو دومينغو       | باراماريبو                     |
| اللغة الرسمية                                             | اللغة الإسبانية     | اللغة الهولندية                |
| العملة                                                    | بيزو دومنيكاني      | دولار سورينامي، غيلدر سورينامي |
| الناتج المحلي الإجمالي (بليون دولار)                      | 75.93 مليار         | 3.32 مليار                     |
| الناتج المحلي الإجمالي (تعادل القوة الشرائية) بليون دولار | 149.89 مليار        | 9.07 مليار                     |
| الناتج المحلي الإجمالي الاسمي للفرد دولار أمريكي          | 6.47 ألف            | 9.48 ألف                       |
| الناتج المحلي الإجمالي للفرد دولار أمريكي                 | 13.26 ألف           | 16.64 ألف                      |
| مؤشر التنمية البشرية                                      | 0.715               | 0.714                          |
| رمز المكالمات الدولي                                      | +1809، +1829، +1849 | +597                           |
| رمز الإنترنت                                              | .do                 | .sr                            |
| المنطقة الزمنية                                           | 00                  | 00                             |

## منظمات دولية مشتركة
يشترك البلدان في عضوية مجموعة من المنظمات الدولية، منها:
| علم المنظمة | اسم المنظمة                                                          | تاريخ انضمام جمهورية الدومينيكان | تاريخ انضمام سورينام |
| ----------- | -------------------------------------------------------------------- | -------------------------------- | -------------------- |
|             | تحالف الدول الجزرية الصغيرة                                          | ?                                | ?                    |
|             | وكالة حظر الأسلحة النووية في أمريكا اللاتينية ومنطقة البحر الكاريبي ‏ | ?                                | ?                    |
|             | المنظمة الهيدروغرافية الدولية                                        | ?                                | ?                    |
|             | الاتحاد البريدي العالمي                                              | ?                                | ?                    |
|             | يونسكو                                                               | 4 نوفمبر 1946                    | 16 يوليو 1976        |
|             | البنك الدولي للإنشاء والتعمير                                        | 18 سبتمبر 1961                   | 27 يونيو 1978        |
|             | منظمة التجارة العالمية                                               | ?                                | ?                    |
|             | وكالة ضمان الاستثمار متعدد الأطراف                                   | 7 مارس 1997                      | 2 يوليو 2003         |
|             | منظمة الشرطة الجنائية الدولية                                        | ?                                | ?                    |
|             | مؤسسة التمويل الدولية                                                | 31 أكتوبر 1961                   | 1 سبتمبر 2011        |
|             | الأمم المتحدة                                                        | 24 أكتوبر 1945                   | 4 ديسمبر 1975        |
|             | مجموعة دول أفريقيا والكاريبي والمحيط الهادئ                          | ?                                | ?                    |
|             | منظمة حظر الأسلحة الكيميائية                                         | ?                                | ?                    |

## وصلات خارجية
- موقع وزارة الخارجية السورينامية